# Match.com
Match.com là 1 web site hẹn hò trực tuyến mà theo báo cáo có tới 20 triệu thành viên, với tỉ lệ nam/nữ là  49/51. Trang  Web này hỗ trợ 12 ngôn ngữ tại 37 quốc gia khác nhau. Trụ sở chính nó đặt tại  Dallas, Texas, Hoa Kỳ và các văn phòng đặt tại London, Paris, Tokyo, Bắc Kinh, Munich, Stockholm, Madrid. Match.com thuộc sở hữu của  IAC/InterActiveCorp.  Match.com's đoạt doanh thư gần 350 triệu đô la Mĩ  và có  1,35 triệu người trả tiền cho các dịch vụ giúp nó đứng đầu ngành công nghiệp này.

## Lịch sử
Match.com được sáng lập ra bởi  Gary Kremen vào năm  1993. Đến năm 1995 nó vẫn hoạt động ở phiên bản beta và miễn phí. Lần đầu tiên nó xuất hiện  Wired Magazine in 1995.